# (1077) Campanula
(1077) Campanula és un asteroide que forma part del cinturó d'asteroides i va ser descobert el 6 d'octubre de 1926 per Karl Wilhelm Reinmuth des de l'observatori de Heidelberg-Königstuhl, Alemanya.
Inicialment va rebre la designació de 1926 TK. Més tard es va anomenar per la Campanula, un gènere de plantes de la família de les campanulàcies.
Està situat a una distància mitjana de 2,392 ua del Sol, podent allunyar-se'n fins a 2,866 ua i acostar-se fins a 1,918 ua. La seva inclinació orbita és 5,401° i l'excentricitat 0,1983. Empra 1351 dies a completar una òrbita al voltant del Sol.